# Helge Obbel
Helge Eugen Obbel, född 18 april 1920 i Njurunda församling, Västernorrlands län, död där 17 mars 1988, var en svensk trädgårdsarkitekt.
Obbel, som var son till fabriksarbetare Johan Johansson och Maria Obbel, utexaminerades från Uppsala tekniska skola 1948, studerade vid Kunstakademiets Arkitektskole i Köpenhamn och startade eget trädgårdsarkitektkontor i Sundsvall 1955. Bland arbeten märks Mjölkuddsprojektet i Notviken, Harstenaområdet i Skövde, tre anläggningar i Hallstavik, sanering av Skönsberg i Sundsvall samt ett flertal kyrkogårdar, skolor och ålderdomshem.